# ピエディモンテ・マテーゼ
ピエディモンテ・マテーゼ（伊: Piedimonte Matese）は、イタリア共和国カンパニア州カゼルタ県にある、人口約10,000人の基礎自治体（コムーネ）。

## 地理

### 位置・広がり

#### 隣接コムーネ
隣接するコムーネは以下の通り。括弧内のCBはカンポバッソ県、BNはベネヴェント県所属を示す。
- アリーフェ
- カンポキアーロ (CB)
- カステッロ・デル・マテーゼ
- クザーノ・ムトリ (BN)
- グアルディアレージャ (CB)
- サン・グレゴーリオ・マテーゼ
- サン・ポティート・サンニーティコ
- サンタンジェロ・ダリーフェ

### 気候分類・地震分類
ピエディモンテ・マテーゼにおけるイタリアの気候分類 (it) および度日は、zona C, 1385 GGである。
また、イタリアの地震リスク階級 (it) では、zona 1 (sismicità alta) に分類される。

## 姉妹都市
- ゼーリゲンシュタット、ドイツ - 2010年
- チェルヴィナーラ、イタリア - 2013年